# NGC 6301
NGC 6301 é uma galáxia espiral (Sc) localizada na direcção da constelação de Hercules. Possui uma declinação de +42° 20' 21" e uma ascensão recta de 17 horas, 08 minutos e 32,7 segundos.
A galáxia NGC 6301 foi descoberta em 11 de Junho de 1788 por William Herschel.